# Francisco Montero Galvache
Francisco Montero Galvache (San Fernando, 8 de mayo de 1917 - Sevilla, 29 de septiembre de 1999) fue un escritor, novelista, poeta y periodista español. A lo largo de su carrera llegó a colaborar con numerosos medios, ejerciendo también de comentarista de eventos taurinos y deportivos.

## Biografía
Nació en la localidad gaditana de San Fernando en 1917.
En junio de 1936 fundó en Jerez de la Frontera la revista literaria Cauces, de la cual sería uno de sus editores desde el comienzo de la Guerra civil. En su haber también estuvo la fundación de la revista sevillana Christus, dedicada a la Semana Santa. En el ámbito periodístico colaboró en numerosos diarios, como Córdoba, ABC de Sevilla, F.E., La Vanguardia, Ya o España. Llegó a ser director del diario Ayer de Jerez de la Frontera, perteneciente a la Cadena de Prensa del Movimiento.
Considerado un novelista de carácter secundario, ha sido adscrito al grupo de novelistas de posguerra. Fue autor de obras como El mar está solo (1953) o Las manos también lloran (1958). También destacó en su faceta como orador, realizando numerosos pregones de Semana Santa en Cádiz, Jerez de la Frontera, Huelva y Sevilla.

## Obras
- Huerto Cerrado (1941)[11]
- El mar está solo (1950)
- Las manos también lloran (1958)
- Calles las de Jerez (1983)
- Lo verdadero esperando (1992)